# Mindre skaftmussla
Mindre skaftmussla (Nuculana minuta) är en musselart som först beskrevs av Otto Friedrich Müller 1776. Mindre skaftmussla ingår i släktet Nuculana och familjen tandmusslor. Arten är reproducerande i Sverige. Inga underarter finns listade i Catalogue of Life.